# Biskupiec (herb szlachecki)
Biskupiec – polski herb szlachecki z nobilitacji.

## Opis herbu
Na tarczy dwudzielnej w polu prawym błękitnym srebrny krzyż z gorejącą pochodnią i kotwicą w gwiazdę ułożony, w lewym czerwonym snop złoty ukośnie w lewo.
W klejnocie nad hełmem w koronie pięć piór strusich.
Labry z prawej błękitne podbite srebrem, z lewej czerwone podbite złotem.

## Najwcześniejsze wzmianki
Nadany 28 marca 1845 roku Antoniemu, Józefowi i Mariannie Goldtmann przez Mikołaja I jako wynagrodzenie zasług ich stryja Józefa Joachima Goldtmanna, biskupa sufragana diecezji Kujawsko-Kaliskiej, późniejszego biskupa sandomierskiego.

## Herbowni
Herb ten, jako herb własny, przysługiwał tylko jednej rodzinie herbownych:
Goldtmann (Goldtman).